# Хенду Карім Нуреддинович
Карім Нуреддинович Хенду (араб. كريم هندو; нар. 27 травня 1986, Алжир, Алжир) — алжирський та український футболіст, півзахисник.

## Клубна кар'єра
Хенду народився в Алжирі, в радині алжирського араба та українки. Потім родина переїхала до України, де Керім проживав наступні 12 років. У юному віці вступив до дитячої футбольної академії донецького «Шахтаря». На професіональному рівні дебютував у футболці «Шахтаря-3» 26 липня 2003 року в переможному (2:1) домашньому поєдинку 1-го туру Другої ліги групи «В» проти «Газовика-ХГВ». Керім вийшов на поле на 62-й хвилині, замінивши Олександра Мірошниченка, на 65-й хвилині отримав жовту картку, а на 76-й хвилині відзначився дебютним голом на професіональному рівні. У футболці «Шахтаря-3» зіграв 19 матчів та відзначився 2-ма голами. Залучався й до матчів «Шахтаря-2», у футболці якого дебютував 3 квітня 2004 року в переможному (2:1) домашньому поєдинку 21-го туру Першої ліги проти сумського «Спартака-Горибини». Хенду вийшов на поле в стартовому складі, а на 71-й хвилині його замінив Платон Свиридов. У футболці «Шахтаря-2» зіграв 22 матчі в Першій лізі. За першу команду «гірників» не зіграв жодного офіційного поєдику, виступав за «Шахтар» лише в першості дублерів (44 матчі). У 2006 році перейшов до луганської «Зорі», але за першу команду не виступав. На заваді дебюту стали проблеми зі здоров'ям у гравця. Натомість у першості дублерів за «Зорю» провів 10 матчів. Того ж року був відданий в оренду до складу київського «Арсеналу».
У 2007 році підписав контракт з тернопільською «Нивою». Дебютував у футболці тернополян 29 липня 2007 року в нічийному (0:0) домашньому поєдинку 1-го туру Другої ліги групи «А» проти «Коростеня». Карім вийшов на поле 54-й хвилині, замінивши Валерія Бугайчука. Цей поєдинок виявився для гравця єдиним у «Ниві», до завершення сезону Хенду в офіційних поєдинках на поле не виходив.
У 2008 році разом з родиною повернувся до Алжиру, де підписав контракт з клубом другого дивізіону місцевого чемпіонату ЖС «Біар», за який відзначився 12-ма голами в 29-ти матчах. Півзахисник, схожий зачіскою на Карлоса Вальдерраму, потім перейшов до УСМ «Ель-Харраш», де відіграв наступні п'ять сезонів. У 2014 році перейшов до МК Алжира, де виступав під керівництвом знайомого по роботі в УСМХ Буалема Шарефа. У команді провів 2 сезони. В липні 2016 року контракт Керіма з МК Алжир закінчився, й Хенду підписав контракт з УСМ «Бель-Аббеш». У 2017 році повернувся до УСМ «Ель-Харраш», проте вже незабаром перейшов в АСМ Оран.

## Кар'єра в збірній
У 2004 роцівикликався до юнацької збірної України (U-18), за яку відіграв 6 поєдинків.
У 2009 році був викликаний до складу внутрішньої збірної Алжиру й зіграв у товариському матчі проти ЖС «Кабілія».

## Досягнення
- Кубок Алжиру
  -  Фіналіст: 2011
- Суперкубок Алжиру
  -  Володар: 2014